# Ли Джу Хён
Ли Джу Хён (кор. 이주형, р.5 марта 1973) — южнокорейский гимнаст, чемпион мира, призёр Олимпийских игр.

## Биография
Родился в 1973 году. В 1992 году принял участие в Олимпийских играх в Барселоне, но ни в одной дисциплине не поднялся выше 8-го места. В 1996 году участвовал в Олимпийских играх в Атланте, но опять же не завоевал медалей. В 1999 году завоевал золотую медаль чемпионата мира в упражнениях на брусьях. В 2000 году на Олимпийских играх в Сиднее завоевал серебряную медаль в упражнениях на брусьях и бронзовую медаль в упражнениях на перекладине.